# Ованнисян, Седрак Мнацаканович
Седра́к Мнацака́нович Ованнися́н (арм. Սեդրակ Հովհաննիսյան, 3 января 1961, село Воскеаск, Ахурян) — бывший губернатор Армавирской области.

## Биография
- 1978—1983 — Ереванский политехнический институт. Инженер-механик.
- 1983—1985 — работал инженером отделения госсельтехники.
- 1985—1993 — инженер, главный инженер мехбазы треста «Октемберянстрой».
- 1993—1995 — председатель Армавирского районного исполнительного комитета.
- 1995—1998 — был марзпетом (губернатором) Армавирской области.
- 1995—1999 — депутат парламента. Член постоянной комиссии по государственно-правовым вопросам. Член фракции «АОД».